# Antocha gracillima
Antocha gracillima là một loài ruồi trong họ Limoniidae. Chúng phân bố ở miền Cổ bắc.